# Phyllonorycter iochrysis
Phyllonorycter iochrysis là một loài bướm đêm thuộc họ Gracillariidae. Loài này có ở Ấn Độ (Bihar).
Ấu trùng ăn Zizyphus jujuba và Zizyphus mauritiana. Chúng có thể ăn lá nơi chúng làm tổ.